# Хімія торфу
Хімія торфу – розділ хімії, зокрема органічної хімії, який вивчає хімічний склад, фізико-хімічні властивості торфу, хімічні основи процесів торфоутворення, торфонакопичення, зберігання, переробки та використання торфу. Зокрема вивчаються склад, будова і властивості торфу і його складових, органічної та мінеральної частин, залежність властивостей торфу від його складу і будови, умови та шляхи його перетворення і переробки. 
Склад торфу. Торф – складна багатокомпонентна полідисперсна напівколоїдно-високомолекулярна система.  Основу торфу складають рослинні залишки твердих полімерів целюлозної природи і продукти їх розпаду, що перебувають у рівновазі з водним розчином низько- та високомолекулярних речовин.

## Загальний опис
Головним джерелом неорганічних сполук торфу є водна міграція мінеральних компонентів, що надходять з паводковими та ґрунтовими водами, а також повітряна і біогенна міграції.
Хімічні елементи неорганічної частини в торфі знаходяться у вигляді йонів, солей чи комплексних сполук у п’яти формах: 
- 1) неорганічні мінерали торфу;
- 2) неорганічні компоненти торфової води;
- 3) йонообмінні гетерополярні органо-мінеральні комплекси;
- 4) комплексно-гетерополярні органо-мінеральні сполуки;
- 5) адсорбційні комплекси органічних речовин з мінеральною частиною торфу.

| Елемент     | Вміст, % (в межах) | Вміст, % (середній за узагальненими даними Д.С.Орлова) |
| ----------- | ------------------ | ------------------------------------------------------ |
| C – вуглець | 46÷61              | 58,7                                                   |
| H – водень  | 2,8÷6,6            | 5,0                                                    |
| O – кисень  | 31÷40              | 32,9                                                   |
| N – азот    | 2÷6                | 3,4                                                    |

Неорганічні мінерали торфу з генетичних позицій розділяють на теригенні, аутигенні та біогенні. 
Теригенні мінерали – уламковий матеріал порід і мінералів, що потрапили на торфове родовище через водну та повітряну міграції (кварц, польовий шпат, слюда, глинисті мінерали тощо).   
Аутигенні  мінерали виникають у торфогенному чи в глибоких шарах торфового покладу внаслідок хімічної взаємодії розчинених речовин між собою при зміні реакційної здатності середовища (приміром, лимоніт, вівіаніт, сидерит, пірит, гіпс тощо). 
Біогенні мінерали виникають в рослинах-торфоутворювачах у процесі їх відмирання та подальшого біохімічного розпаду органічної речовини рослинного матеріалу.  Мінералами біогенного походження є фітоліти (кремнієві утворення типу опал), та вевеліти (кальцієві утворення). Вміст мінералів зростає від верхових до низинних типів торфу і також залежить від геологічного оточення та віддаленості ділянки від краю торфового родовища.  Основним мінералом в торфі є кварц (70-90% від суми всіх мінералів торфу). Загальний вміст мінералів в торфі верхового типу може коливатися в межах від 1 до 30%, а низинного – від 1 до 50%.
Неорганічні компоненти торфової води зустрічаються в іонній, молекулярній та колоїдній формах, а також у вигляді органо-мінеральних комплексів.  Неорганічна частина торфової води представлена переважно катіонами (здебільшого Ca2+, Mg2+, Fe3+, Al3+, K+, Na+) і аніонами (HCO3-, NO3-, Cl-, SO42-) хімічних елементів.  Вміст катіонів у торфовій воді (особливо Ca2+) впливає на кислотність середовища і визначає концентрацію розчинених органічних сполук.
Іонообмінні гетерополярні органо-мінеральні комплекси утворюються при взаємодії функціональних груп органічних кислот з катіонами сильних основ (Ca2+, Mg2+, K+, Na+) завдяки іонообмінним реакціям активних груп гумінових речовин з катіонами торфової води.
Комплексно-гетерополярні органо-мінеральні сполуки утворюються при спільних проявах іонного та ковалентного або іонного та координаційного зв’язків між катіонами і молекулами органічної речовини торфу. Серед органо-мінеральних сполук найбільше значення мають внутрішньокомплексні сполуки – хелати (від лат. chelate — клешня) – циклічні структури, замкнені координаційними зв’язками кінцевих атомів і утворені завдяки рівноважній реакції між іонами металу та органічною молекулою, коли між компонентами встановлюється більше ніж один зв’язок. 
Адсорбційні комплекси органічних речовин з мінеральною частиною торфу можуть мати вигляд: а) органічних плівок на мінералах при адсорбції гумінових речовин; б) нерозчинних комплексів гумінових речовин з несилікатними формами полуторних оксидів (Fe2O3, Al2O3).  Можливе формування комплексів з мінеральних колоїдів та гумінових речовин за рахунок взаємодії через катіони, в першу чергу – через іони заліза.
| Тип торфу  | Вміст груп органічних речовин в торфі, % від маси сухої речовини | Вміст груп органічних речовин в торфі, % від маси сухої речовини | Вміст груп органічних речовин в торфі, % від маси сухої речовини | Вміст груп органічних речовин в торфі, % від маси сухої речовини | Вміст груп органічних речовин в торфі, % від маси сухої речовини | Вміст груп органічних речовин в торфі, % від маси сухої речовини |
| Тип торфу  | ВР+ЛГ                                                            | ВГ                                                               | Б                                                                | Л                                                                | ГР                                                               | ГР                                                               |
| Тип торфу  | ВР+ЛГ                                                            | ВГ                                                               | Б                                                                | Л                                                                | ГК                                                               | ФК                                                               |
| Верховий   | 35,8                                                             | 7,3                                                              | 7                                                                | 7,4                                                              | 24,7                                                             | 16,6                                                             |
| Перехідний | 23,9                                                             | 3,6                                                              | 6,6                                                              | 11,4                                                             | 37,8                                                             | 15,7                                                             |
| Низинний   | 25,2                                                             | 2,4                                                              | 4,2                                                              | 12,3                                                             | 40,2                                                             | 15,5                                                             |

Різні форми існування неорганічних компонентів в торфі вказують на складний механізм взаємодії неорганічної частини з органічною речовиною торфу.  Подальше вивчення цього механізму дозволить краще використовувати хімічний потенціал торфу.
Джерелом органічної речовини торфу є болотні рослини-торфоутворювачі: мохи, трави, деревні породи.  Оскільки в генетичному ряді твердих палив – рослини, торф, буре вугілля, кам’яне вугілля, антрацит, графіт – торф є «наймолодшим» паливом, його склад і властивості особливо сильно залежать від хімічних особливостей рослинного матеріалу, отже – і від типу торфу.

## Вуглеводи (В) торфу
До них належить значна частина водорозчинних речовин (ВР) – моно- та дисахариди, пектинові речовини, а також ЛГ та ВГ (целюлоза). Вуглеводи містяться в нерозкладеній масі рослин-торфоутворювачів і являють собою енергетичний матеріал, на якому розвиваються мікроорганізми (до 5-7 т мікробної маси на 1 га орного шару), що надають торфовому ґрунту родючість. 
До найважливіших моносахаридів торфу відносяться гексози (приміром, d-глюкоза, d-маноза, d-галактоза, фруктоза) та пентози (ксилоза, арабіноза, метилпентоза тощо).
Дисахариди торфу представлені переважно сахарозою, лактозою, мальтозою, целобіозою, побудованими з гексоз і здатними розчинятися в холодній воді.
Пектиновими речовинами (ПР) називається комплекс вуглеводів кислотного характеру, вони доволі розповсюджені в рослинах і головна їх роль – склеювати оболонки, надавати їм міцність і еластичність в період росту рослини.  ПР являють собою складний хімічний комплекс пентоз, гексоз і уронових кислот.
ЛГ – речовини-вуглеводи, що мають здатність легко гідролізуватися під дією мінеральних кислот або лугів – також об’єднують терміном геміцелюлози.  Їх утворюють вуглеводи з п’ятьма чи шістьма атомами вуглецю (Карбону) в основній ланці, які, відповідно, називаються пентозанами з загальною формулою (С5Н8О4)n та гексозанами (С6Н10О5)n, де n – ступінь полімеризації.  До складу геміцелюлоз входять також уронові кислоти, частка яких від сухої маси торфу складає 2-5%. Вміст геміцелюлоз в рослинах-торфоутворювачах становить 11-43%, ступінь полімеризації змінюється від 100 до 30 000. В цілому склад геміцелюлоз можна проілюструвати схемою:

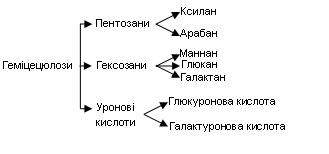

ВГ – частина органічної речовини торфу, що важко гідролізується під дією мінеральних кислот або лугів (її гідроліз можливий лише в присутності концентрованої сірчаної кислоти) представлена високомолекулярними похідними вуглеводів і ототожнюється з целюлозою. Целюлоза – найпоширеніший природний полімер з молекулярною масою 30 000-600 000, що складається з ланцюжка молекул глюкози, найбільшою мірою зустрічається в деревних складових торфу (40-50%) та у сфагнових мохах (17-32%). При гідролізі целюлоза майже повністю перетворюється в глюкозу.
Вуглеводи торфу можуть бути сировиною для хімічної та біохімічної переробки.  Торфові гідролізати мало відрізняються від гідролізатів деревини і можуть використовуватись для одержання спиртів, фенолів, кормових засобів (дріжджів, білкових препаратів, жирів, вітамінів тощо).

## Бітуми (Б) торфу
Бітумами прийнято називати речовини, що екстрагуються органічними розчинниками. До складу торфових бітумів входять: воски, вуглеводні, смоляні кислоти, власне смоли або асфальтени та масла.  З плином часу кількість бітумів у торфовому покладі майде не змінюється, однак спостерігається збільшення вмісту воскової частини і зменшення смолистої, що свідчить про наявність вторинних процесів, які відбуваються вже в покладі і супроводжуються переходом смол у високомолекулярні сполуки. Зольність бітумів торфу не висока, здебільшого в межах 0,12-0,94%.  Віск представлений високомолекулярними спиртами, кислотами та їх ефірами.  До складу воску входять граничні та неграничні вуглеводні С33Н66, С33Н68, С33Н72 і вуглеводні з кількістю атомів вуглецю С23–С33; циклічні вуглеводні С23–С24 (С20Н12, С15Н24); аліфатичні спирти С20–С30 (С20Н40О4, С20Н42О, С24Н50О, С22Н52О, С22Н46О); циклічні спирти С30Н52О, С27Н50О; аліфатичні кислоти С12Н22О2, С14Н26О2, С16Н55О5, С19Н34О2, С20Н40О2, С21Н35О7, С22Н44О2, С25Н50О2, С27Н54О2, С28Н56О2, С29Н56О2, С30Н60О2, С31Н62О2; оксиліти С20–С21 тощо.  Парафінові і терпенові вуглеводні, смоляні кислоти розчиняються в гарячому бензині, а асфальтени – в бензолі.  Молекулярна маса асфальтенів 1100-1500, температура плавлення – близько 300оС.  Маслá бітумів репрезентують рідку частину, мають густину меншу 1 г/см3 і молекулярну масу близько 600. Смоляна частина підвищує в’язкість та еластичність бітумів і представлена сполуками з молекулярною масою близько 600, температурою плавлення близько 100оС і густиною 1-1,08 г/см3.
Мікроструктура (будова кристалів) для всіх бітумів однакова, тотожна нафтовому парафіну, і мікроструктура торфових бітумів не є виключенням.  А от макроструктура бітумів торфу відрізняється як від будови кристалів бітумів твердих палив, так і нафтових бітумів.  Торфові бітуми слід розглядати як кристалізаційні структури, які проявляють пластичні властивості через високу пластичність кристалів, з яких вони сформовані.  В різних торфах структури бітумів різні.  Приміром, в малобітумінозному магеланікум-торфі міститься мало кристалічних речовин і вони не утворюють суцільної кристалічної структури, зростаючись окремими голчастими кристалами.  Високобітумінозний сосново-пухівковий торф містить значну кількість восків (понад 60%), які утворюють типову кристалічну структуру. Однак високий вміст смолистої частини надає цьому бітуму характер в’язкого сколу. Елементарною кристалічною коміркою бітумів є ромбічна гранецентрована решітка з параметрами (нм): а=0,497±0,001; b=0.743±0.001; с=0,250±0,001.
Вміст бензольних бітумів змінюється в межах від 1,2 до 17,7% і чітко залежить від природи торфу.  За середніми значеннями бітумінозності торфи розташовуються в такий ряд: низинний < перехідний < верховий. Вміст бітумів у торфі верхового типу збільшується від мохових видів до деревних.
Найбільш відома технологія виробництва бензинового торфового бітуму.  Одержаний з нього торфовий віск має хорошу пластичність, достатню твердість, блиск, стійкий до атмосферних і бактеріальних впливів.  Може використовуватись в ливарному виробництві, для полірування хромованих та нікельованих виробів, одержання полірувальних мастик, просочування паперу, шкіри, дерева, у виробництві олівців, косметики тощо.  В емульсованому вигляді віск входить до складу антиадгезійних засобів для одержання виробів з пінополіуретану.  Ідентичність кристалічної будови торфового воску та нафтового парафіну сприяє необмеженому їх сплавленню.

## Гумінові речовини (ГР) торфу
Гумінові речовини (ГР) торфу з’являються там, де відбувається накопичення рослинних залишків і їх біохімічний розпад.  Узагальнено ГР складаються з гумінових кислот (ГК) та їх солей – гуматів. За найбільш визнаною гіпотезою ГР утворюються з будь-якої органічної речовини, при цьому швидкість накопичення ГК залежить від біохімічної стійкості компонентів рослин і складу середовища, яке може прискорювати чи уповільнювати швидкість процесу утворення ГК.
Особливістю ГК є їх здатність утворювати Солі. Солі одновалентних катіонів (Na+, K+, NH4+) розчинні в воді, і на цій властивості ґрунтується виділення ГК з торфу, вугілля, ґрунту.
Вміст ГК в торфі варіює від 5 до 52%, знижуючись при переході від низинного торфу до верхового.  Вміст ФК перебуває в оберненій залежності від типу торфу: 16,8 у низинному, 17 та 17,9% у перехідному та верховому типах торфу.
Гумінові кислоти являють собою колоїдно-високомолекулярну складову торфу і є головним чинником, що визначає властивості торфових систем: іонообмінні, водні, теплофізичні, міцнісні. 
ГР можуть використовуватись для регулювання структуроутворення бідних гумусом ґрунтів.  Вони покращують водний, повітряний і живильний режими родючого ґрунту.  Обприскування рослин гуматами Na в малих дозах дає значні прибавки врожаю.
Гумати Na можна застосовувати для стабілізації промивальних рідин при бурінні, для розріджування цементних шламів, підвищення рухомості бетонних сумішей.  Практичний інтерес викликають ГР і як іонообмінні матеріали (для очищення промислових стоків) та фарбувальні речовини (дешеві і стійкі барвники для деревообробної промисловості).

## Лігнін (Л) торфу
Лігнін (Л) – це високомолекулярний природний продукт світло-коричневого кольору, який є головною складовою залишку, що не гідролізується. Рентгенографічно лігнін визначений як аморфна речовина, його елементний склад характеризується високим вмістом С (60÷66%) і відсутністю N.  Вміст H та О сягає відповідно 5,4÷6,5 та 34,6÷27,5%. Подібно до ГК, лігнін не є індивідуальною сполукою, а являє собою суміш речовин ароматичної природи.  У більшості органічних розчинників Л розчиняється дуже слабо.
Різні рослини дають лігнін, який відрізняється за елементарним складом і за будовою основних структурних одиниць.  Однак усім лігнінам притаманні однакові функціональні групи.  Високий вміст метаксильних груп (ОСН3) в лігніні торфу хвойних (14÷16%) і листяних (17÷22%) порід пояснює низьку гідрофільність лігніну.  Присутні також гідроксильні (ОН) та карбонільні (С=О) групи, приблизно на кожні 40 атомів вуглецю одна група НСО.
Відмічена чітка залежність вмісту залишку, що не гідролізується, від типу торфу: в низинному торфі 12,3%, в перехідному – 11,4%, у низинному – 7,4% (середні значення).
Елементний склад органічної частини торфу представлений п’ятьма елементами: вуглецем, воднем, азотом, киснем і сіркою.
| Складові горючої маси, % |     |     |     |      |
| Сг                       | Нг  | Sг  | Nг  | Ог   |
| 54-63                    | 5,9 | 0,3 | 2,0 | 34,8 |

До складу сухої маси торфу, окрім зазначених елементів, входить також зола (Ас), а при розгляді робочої маси торфу необхідно також врахувати воду (wp).